# UEFA Champions League 2015-2016 (spareggi)
Gli spareggi della UEFA Champions League 2015–2016 si sono disputati tra il 18 e il 26 agosto 2015. Hanno partecipato a questa fase della competizione 20 club: 10 di essi si sono qualificati alla successiva fase a gironi, composta da 32 squadre.

## Date
| Turno    | Sorteggio                           | Andata            | Ritorno           |
| -------- | ----------------------------------- | ----------------- | ----------------- |
| Play-off | 7 agosto 2015, ore 12:00 CET (Nyon) | 18-19 agosto 2015 | 25-26 agosto 2015 |

## Squadre
| Legenda                                                                  |
| ------------------------------------------------------------------------ |
| I club vincitori avanzano alla fase a gironi                             |
| I club eliminati partecipano alla fase a gironi della UEFA Europa League |

| Squadre           | Coeff    |
| Piazzati          | Piazzati |
| ----------------- | -------- |
| Manchester United | 103.078  |
| Valencia          | 99.999   |
| Bayer Leverkusen  | 87.883   |
| Sporting CP       | 56.276   |
| Lazio             | 49.102   |

| Squadre          | Coeff    |
| Campioni         | Campioni |
| ---------------- | -------- |
| Basilea          | 84.875   |
| Piazzati         |          |
| Shakhtar Donetsk | 86.033   |
| CSKA Mosca       | 55.599   |
| Club Brugge      | 41.440   |
| Monaco           | 31.483   |
| Rapid Vienna     | 15.635   |

| Squadre          | Coeff    |
| Campioni         | Campioni |
| ---------------- | -------- |
| Celtic           | 39.080   |
| APOEL Nicosia    | 35.460   |
| BATE Borisov     | 35.150   |
| Dinamo Zagabria  | 24.700   |
| Maccabi Tel Aviv | 18.200   |
| Partizan         | 14.775   |
| Malmö            | 12.545   |
| Skënderbeu       | 5.575    |
| Astana           | 3.825    |

## Sorteggio
| Campioni                                  | Campioni                                                   | Piazzati                                                              | Piazzati                                         |
| Teste di serie                            | Non teste di serie                                         | Teste di serie                                                        | Non teste di serie                               |
| ----------------------------------------- | ---------------------------------------------------------- | --------------------------------------------------------------------- | ------------------------------------------------ |
| Basilea Celtic APOEL BATE Dinamo Zagabria | Maccabi Tel Aviv Partizan Belgrado Malmö Skënderbeu Astana | Manchester United Valencia Bayer Leverkusen Shakhtar Donetsk Sporting | CSKA Mosca Lazio Club Brugge Monaco Rapid Vienna |

## Risultati

### Andata
| Arbitro: | Viktor Kassai |

|              |           |  |
| Jolşïyev 14’ | Marcatori |  |

| Arbitro: | Craig Thomson |

|                |           |  |
| Hardzejčuk 75’ | Marcatori |  |

| Arbitro: | Jonas Eriksson |

|           |           |  |
| Keita 77’ | Marcatori |  |

| Arbitro: | Deniz Aytekin |

|                               |           |                   |
| Depay 13’, 43’ Fellaini 90+4’ | Marcatori | 8’ (aut.) Carrick |

| Arbitro: | Cüneyt Çakır |

|                           |           |             |
| Gutiérrez 12’ Slimani 82’ | Marcatori | 40’ Doumbia |

| Arbitro: | William Collum |

|                               |           |                   |
| Delgado 39’ (rig.) Embolo 88’ | Marcatori | 31’, 90+6’ Zahavi |

| Arbitro: | Felix Brych |

|                             |           |                   |
| Griffiths 3’, 61’ Biton 10’ | Marcatori | 52’, 90+5’ Berget |

| Arbitro: | Björn Kuipers |

|  |           |            |
|  | Marcatori | 44’ Marlos |

| Arbitro: | Sergej Karasëv |

|             |           |                           |
| Shkëmbi 37’ | Marcatori | 66’ Soudani 90+3’ Pivarić |

| Arbitro: | Mark Clattenburg |

|                                    |           |             |
| Rodrigo 4’ Parejo 59’ Feghouli 86’ | Marcatori | 49’ Pašalić |

### Ritorno
| Arbitro: | Gianluca Rocchi |

|                                        |           |                 |
| Soudani 9’, 80’ Hodžić 15’ Taravel 55’ | Marcatori | 10’ Esquerdinha |

| Arbitro: | Damir Skomina |

|            |           |           |
| Zahavi 24’ | Marcatori | 11’ Zuffi |

| Arbitro: | Milorad Mažić |

|                                 |           |  |
| Rosenberg 23’ Boyata 54’ (aut.) | Marcatori |  |

| Arbitro: | Nicola Rizzoli |

|                        |           |            |
| Raggi 17’ Elderson 75’ | Marcatori | 4’ Negredo |

| Arbitro: | Szymon Marciniak |

|                        |           |                           |
| Marlos 10’ Hladkyj 27’ | Marcatori | 13’ Schaub 22’ S. Hofmann |

| Arbitro: | Martin Atkinson |

|            |           |                |
| Štilić 60’ | Marcatori | 84’ Maksimović |

| Arbitro: | Carlos Velasco Carballo |

|                                                |           |  |
| Hakan Çalhanoğlu 40’ Mehmedi 48’ Bellarabi 88’ | Marcatori |  |

| Arbitro: | Antonio Mateu Lahoz |

|  |           |                                        |
|  | Marcatori | 20’, 49’, 57’ Rooney 63’ Ander Herrera |

| Arbitro: | Pavel Královec |

|                           |           |               |
| Doumbia 49’, 72’ Musa 85’ | Marcatori | 36’ Gutiérrez |

| Arbitro: | Svein Oddvar Moen |

|                                     |           |              |
| Žaŭnerčyk 74’ (aut.) Šaponjić 90+3’ | Marcatori | 25’ Stasevič |

### Tabella riassuntiva
| Squadra 1         | Totale      | Squadra 2        | Andata   | Ritorno  |          |
| Campioni          | Campioni    | Campioni         | Campioni | Campioni | Campioni |
| ----------------- | ----------- | ---------------- | -------- | -------- | -------- |
| Astana            | 2 - 1       | APOEL            | 1 - 0    | 1 - 1    |          |
| Skënderbeu        | 2 - 6       | Dinamo Zagabria  | 1 - 2    | 1 - 4    |          |
| Celtic            | 3 - 4       | Malmö            | 3 - 2    | 0 - 2    |          |
| Basilea           | 3 - 3 (gfc) | Maccabi Tel Aviv | 2 - 2    | 1 - 1    |          |
| BATE              | 2 - 2 (gfc) | Partizan         | 1 - 0    | 1 - 2    |          |
| Piazzate          |             |                  |          |          |          |
| Lazio             | 1 - 3       | Bayer Leverkusen | 1 - 0    | 0 - 3    |          |
| Manchester United | 7 - 1       | Club Brugge      | 3 - 1    | 4 - 0    |          |
| Sporting CP       | 3 - 4       | CSKA Mosca       | 2 - 1    | 1 - 3    |          |
| Rapid Vienna      | 2 - 3       | Shakhtar Donetsk | 0 - 1    | 2 - 2    |          |
| Valencia          | 4 - 3       | Monaco           | 3 - 1    | 1 - 2    |          |